# Nikon D90
Máy ảnh  Nikon D90 là một máy ảnh kỹ thuật số ống kính đơn phản xạ bán chuyên nghiệp với độ phân giải 12.3 megapixel. Nikon công bố máy ảnh D90 vào ngày 27 tháng 8 năm 2008. Đây là chiếc máy ảnh ống kính rời đầu tiên có khả năng quay phim.

## Cải tiến
So với D80, ngoài khả năng quay phim với độ phân giải cao 720p (1280 x 720 pixel) mà chưa có máy ảnh ống kính rời nào trước đó có, D90 có độ phân giải cao hơn (12,3 so với 10,2 triệu điểm ảnh hiệu dụng), khả năng chụp liên tiếp nhanh hơn (4,5 so với 3 khung hình/giây), màn hình rộng hơn (3 so với 2,5 inch). Ngoài ra, D90 có thêm hệ thống làm sạch bụi ở cảm biến.
Tuy nhiên, khi so sánh với Canon 50D (ra mắt trước đúng một ngày), Nikon D90 có độ nhạy sáng thấp hơn (tối đa 6400 so với 12800), khả năng chụp liên tiếp thấp hơn (4,5 so với 6,3 khung hình/giây) và không thể chỉnh các chế độ tự động lấy nét.

## Thông số kỹ thuật
- Số điểm ảnh hiệu dụng:	12,3 megapixel
- Màn hình LCD 3 inch, 920000 pixel
- Ngắm ảnh sống qua màn hình (Live View).
- Multi-CAM 1000
- 11 điểm lấy nét
- Tích hợp đèn sáng
- Hệ thống làm sạch cảm biến
- Độ nhạy sáng (ISO): 200-3200 (tối đa 6400)
- Chụp liên tiếp 4,5 khung hình/giây
- Sử dụng ống kính Nikon F
- Chuẩn giao tiếp: HDMI
- Định dạng file ảnh: JPEG, NEF (RAW của Nikon) và AVI (cho quay phim)
- Loại pin sử dụng: EN-EL3e
- Loại thẻ nhớ:	thẻ SD
- Trọng lượng: 703 g (cả pin)